# ピラミッドの戦い
ピラミッドの戦い（ピラミッドのたたかい、仏: bataille des Pyramides）は、エジプト遠征を決行したナポレオン率いるフランス軍とオスマン帝国領エジプトのマムルーク軍が、1798年7月21日に、ナイル西岸のカイロ近郊で行った戦いである。
ナポレオンはこの戦いにおいて、画期的な歩兵の密集方陣戦術を再び実践した。ピラミッドは戦場から遠方に見えるだけだったが（戦場から15km、水平線上にしか見えない位置）、ナポレオンはこの戦いにピラミッドの名をつけた。

## 序章
1798年7月に、ナポレオンはアレクサンドリアに侵攻し、これを占領するとカイロに向かって進んだ。彼はカイロからわずか6km、ピラミッドから15kmの地点でその地を支配するマムルークの軍隊に遭遇した。マムルーク軍はムラード・ベイとイブラヒム・ベイによって指揮され、強力で高度に訓練された騎兵隊を有していた。
ナポレオンは、エジプト軍の中で戦場で考慮すべきは騎兵隊だけであると判断した。彼はこう言って配下の軍隊を鼓舞した。「兵士諸君！あの遺跡の頂から40世紀の歴史が諸君を見下ろしている」

## 戦闘
ナポレオンは、ムラード軍に向かって前進するよう命じた。5個師団はそれぞれ中空の長方形の陣形を形成し、方陣の内側には騎兵隊と物資を置き、四隅に砲を配置していた。
フランス軍は梯形の陣形を組んで南進した。この陣形は正方形でなく長方形で、第1と第2の半旅団（demi-brigade）が前面と後面を形成し、第3の半旅団が左右の側面を支えた。右翼が前を進み、左翼はナイル川で護られていた。ナポレオンは右から左に、ドゼー、レニエ（Reynier）、デュギュワ（Dugua）、ヴィヤル（Vial）、ボン（Bon）の各師団を配置した。加えて、ドゼーは西側のすぐ近くにあるビクティル（Biktil）の村を占領するために、少数の分遣隊を派遣した。ムラードは自部隊の右側面を、エムバベ（Embabeh）の村のところでナイル川に密着させた。村は歩兵と若干の旧式砲で固められた。配下のマムルーク騎兵隊は砂漠側の正面に配置された。第2軍を率いるイブラヒムは、手の届かないナイル川東岸からなすすべもなく見守っていた。（チャンドラーは、ナポレオンの強力な25,000の軍は、ムラードのマムルーク騎兵6,000、歩兵15,000の軍を数の上でも上まわっていたと主張している。）
午後3時30分頃に、マムルーク騎兵は前触れなくフランス軍に襲いかかった。しかしドゼー、レニエ、デュギュワの各師団の方陣は陣形を崩すことなく、狙いすましたマスケット銃の射撃と砲火で騎兵を撃退した。フランスの陣形に何の影響も与えられず、不満を覚えたマムルーク騎兵の一部はドゼーの別動隊の攻撃に向かったが、これも失敗に終わった。この間、川沿いではボン師団が縦隊に展開してエムバベを攻撃した。村に侵入したラサール率いる軽騎兵部隊は守備部隊をさんざんに打ち破った。川の方向に追い込まれたマムルーク騎兵と歩兵は川を泳ぎ渡ろうとし、何百人も溺死した。ナポレオン軍の損害は戦死29、負傷260だったのに対し、ムラードの損失ははるかに大きく、かけがえのないマムルーク騎兵のうちおよそ3,000と、数え切れないほどの歩兵を失った。ムラードは上エジプトに逃げ帰り、1799年後半にドゼーによって掃討されるまで活発なゲリラ活動を展開した。

## その後
騎兵隊の敗北の知らせを受け、カイロに待機していたマムルーク軍は、立て直すためにシリアに逃げ帰った。フランス軍にとってこの勝利は非常に幸先の良いものであったが、10日後、ナイルの海戦でホレーショ・ネルソン率いるイギリス海軍がフランス海軍を破ったことにより、ナポレオンの中東征服の野望は潰えた。
戦場はその後カイロ市の西の河岸部にのみ込まれ、今日では全くその名残をとどめていない。